# 君がいるから (菅原紗由理の曲)
「君がいるから」（きみがいるから）は、菅原紗由理の2作目のシングル。2009年12月2日にフォーライフミュージックエンタテイメントからリリースされた（販売元はソニー・ミュージックディストリビューション）。

## 概要
- スクウェア・エニックス制作プレイステーション3用ゲームソフト『ファイナルファンタジーXIII』主題歌として使用された楽曲で、バラード調に作られている。カップリングは、同ゲーム挿入歌での「Eternal Love」と、フランツ・リストの《愛の夢》をサンプリングした「Christmas Again」が収められている。
- 初回限定盤には東京ゲームショウで行われたファイナルファンタジーXIIIのPVと、ルシの刻印シールの黒ヴァージョンが封入されている他、通常盤初回出荷分には白ヴァージョンが封入されている。
- 2010年1月のCBCラジオのパワープレイ「いっしょに歌お!CBCラジオ」の『今月のうた』にもなった。

## 収録内容
CD
1. 君がいるから [5:50] 
作詞：中嶋ユキノ・菅原紗由理、作曲：浜渦正志、編曲：Sin
2. Eternal love [4:32] 
作詞：中嶋ユキノ・菅原紗由理、作曲：浜渦正志、編曲：Sin
3. Christmas Again [4:29] 
作詞：松本一起、作曲： F・Liszt、編曲：Sin
4. 君がいるから（Instrumental）
5. Eternal love（Instrumental）
6. Christmas Again（Instrumental）

DVD（初回限定盤のみ）
1. FINAL FANTASY XIII Promotion Video （TGS Open Ver）

## 収録アルバム
- 『First Story』（#1、#2）